# دنیل سویر
دنیل سویر (انگلیسی: Daniel Sawyer; ۲۰ ژوئن ۱۸۸۲ – ۵ ژوئیهٔ ۱۹۳۷) گلف‌باز اهل ایالات متحده آمریکا بود.